# BMW E23
BMW E23 (eller BMW 7-serie) är en personbil, tillverkad av den tyska biltillverkaren BMW mellan 1977 och 1986.

## BMW E23
Den första generationens 7-serie presenterades i maj 1977 och ersatte 2800/3.0-serien. De sexcylindriga motorerna i M30-familjen hämtades från företrädaren. BMW hade planer på att ta fram åtta- och tolvcylindriga V-motorer men dessa skrinlades efter andra oljekrisen 1979. Istället kom en turboladdad sexa i modellen 745i.

## Motor
| Modell | Årsmodell | Motor                     | Cylindervolym | Effekt | Bränslesystem             | Anmärkning   |
| ------ | --------- | ------------------------- | ------------- | ------ | ------------------------- | ------------ |
| 728    | 1977-79   | M30: 6-cyl radmotor SOHC  | 2788 cm³      | 170 hk | Enkel förgasare           |              |
| 728i   | 1977-79   | M30: 6-cyl radmotor SOHC  | 2788 cm³      | 177 hk | Bränsleinsprutning        | Exportmodell |
| 730    | 1977-79   | M30: 6-cyl radmotor SOHC  | 2986 cm³      | 184 hk | Enkel förgasare           |              |
| 733i   | 1977-86   | M30: 6-cyl radmotor SOHC  | 3210 cm³      | 197 hk | Bränsleinsprutning        |              |
| 725i   | 1980-86   | M30: 6-cyl radmotor SOHC  | 2494 cm³      | 150 hk | Bränsleinsprutning        | Exportmodell |
| 728i   | 1980-86   | M30: 6-cyl radmotor SOHC  | 2788 cm³      | 184 hk | Bränsleinsprutning        |              |
| 735i   | 1980-86   | M30: 6-cyl radmotor SOHC  | 3430 cm³      | 218 hk | Bränsleinsprutning        |              |
| 745i   | 1981-83   | M102: 6-cyl radmotor SOHC | 3210 cm³      | 252 hk | Bränsleinsprutning, turbo |              |
| 745i   | 1984-86   | M106: 6-cyl radmotor SOHC | 3430 cm³      | 252 hk | Bränsleinsprutning, turbo |              |

Prestanda:
BMW 725i 150hk/DIN. Acc 0–100 km/h 10,3 sek. Toppfart 193 km/h. BMW 728 170hk/DIN. Acc 0-100 sek 10,1 sek. Toppfart 192 km/h. BMW 728i 184hk/DIN. Acc 0–100 km/h 9,5 sek. Toppfart 201 km/h. BMW 730 184hk/DIN. Acc 0-100 9,6 sek. Toppfart 200 km/h. BMW 733i 197hk/DIN. Acc 0–100 km/h 8,6 sek. Toppfart 208 km/h. BMW 735i 218hk/DIN. Acc 0-100 7,9 sek. Toppfart 217 km/h. BMW 745iA 252hk/DIN. Acc 0–100 km/h 7,9 sek. Toppfart 227 km/h. Källa: BMW AG.